# Sargentodoxaceae
Famille
Classification APG II (2003)
Classification APG III (2009)
Les Sargentodoxaceae (ou Sargentodoxacées) sont une famille de plantes à fleurs dicotylédones de l'ordre des Ranunculales. Selon Watson & Dallwitz elle ne comprend qu'une espèce, Sargentodoxa cuneata.
Ce sont des lianes de Chine.
En classification phylogénétique cette famille n'existe pas: cette espèce est assigné aux Lardizabalacées.